# Katarina Nikolić
Katarina Nikolić (Pančevo, 1988) srpska je književnica, scenaristkinja i dramski pisac.

## Biografija
Katarina Nikolić rođena je u Pančevu 1988. godine. Diplomirala je dramaturgiju na Fakultetu dramskih umetnosti u Beogradu 2011. godine.
Dobitnica je nagrade Hartefact-a za najbolji dramski savremeni društveno-angažovani komad za dramu Prozor  2021. godine, a čija je premijera bila na sceni Beogradskog dramskog pozorišta u avgustu 2023. godine. Na festivalu FUGA u Sloveniji 2024, godine, komad je dobio posebno priznanje stručnog žirija za temu vršnjačkog nasilja.
Scenaristkinja je filma Troje koji je premijerno prikazan na 51. Međunarodnom filmskom festivalu u Beogradu (FEST).
Koscenarista je filma The Pond, koji je 2021. godine premijerno prikazan u SAD-u.
Koautorka je monodrame Petar (2014), koja je igrana u zemlji i inostranstvu. Učestvovala je na projektu IzloŽENE, predstavi u čijem je fokusu nasilje nad ženama. Svoj prvi roman Kazablanka napisala je sa devetnaest godina.
Tokom 2014. godine bila je angažovana na projektima kulturne razmene u Stokholmu i tom prilikom, u pozorištu Pigmeteatern, upoznala i savladala metodologiju pozorišta senki, te je svoje znanje primenila u dečjoj predstavi Čudesna šuma, zasnovanoj po istoimenom romanu.
Od 2017. godine obavlja funkciju direktora Galerije Jovan Popović u Opovu, intenzivno radi na predstavljanju različitih kultura i umetnosti u lokalnoj zajednici, sa iskustvom u organizovanju više stotina kulturnih događaja iz oblasti savremenog stvaralaštva i vizuelne umetnosti.

## Dela

### Romani
- Kazablanka (2009)[15]
- Igra jednog časa (2013)[16]
- Dete Prirode (2014)[17]
- Čudesna šuma (2015)[18]
- Lovište (2021)[19][20][21][22]
- Ti nisi ti (2023)[23][24]

### Poezija
- Stani kad suncokreti zaspu (2025)[25][26][27]

### Koautor
- Leksikon božjih ljudi (2010)[28]
- Sopstvena soba za kratku priču (2013)
- Studiranje Šabrola (2014)

### Urednik i priređivač
- Uzajamno delovanje života i umetnosti: Pola veka Galerije Jovan Popović (2021)[29]

### Dramska izvođenja
- Petar (2014), Beograd[30]
- Čudesna šuma (2020), Dečji kulturni centar Beograd, Festić;[31]
- IzloŽENE (2022), KIC „Budo Tomović”, Podgorica
- Prozor (2023), Beogradsko dramsko pozorište[32][33][34][35][36]

### Tekstovi o filmu
- Džon Ford kao inspiracija, Časopis Kinoteka, 2016
- Put gromova- Robert Mičam, Časopis Kinoteka, 2019
- Kreativni univerzum u šakama glumačkog genija- Lorens Olivije, Časopis Kinoteka, 2019
- Društvena angažovanost u žanru političkog trilera- Kosta Gavras, Časopis Kinoteka, 2020

## Spoljašnje veza
- Časopis kinoteka
- Beogradsko dramsko pozorište
- Otvorena knjiga
- Galerija Jovan Popović
- Giljotin teatar